# Ville Hostikka
Ville Hostikka (ur. 21 marca 1985 w Lappeenranta) – fiński hokeista.

## Kariera
- SaiPa U-16 (1999-2001)
- SaiPa U-18 (2001-2003)
- SaiPa U-20 (2001-2004, 2005-2006)
- Lukko U-20 (2004-2005)
- SaiPa (2006-2010)
  -  FPS (2006-2007)
  -  SaPKo (2007)
  -  VEU Feldkirch (2007-2008)
  -  KalPa (2008)
  -  Frederikshavn White Hawks (2008)
  -  Jukurit (2009)
  -  TuTo (2010)
- Kärpät (2010-2012)
- Slovan Bratysława (2012)
- TPS (2013-2014)
- Sport (2015-2016)
- Ketterä (2016)

Wychowanek klubu SaiPa. Od czerwca 2012 do początku stycznia 2013 zawodnik słowackiego Slovana Bratysława. Następnie został zawodnikiem TPS, a w marcu 2013 roku przedłużył kontrakt z klubem. Od lipca 2015 zawodnik Vaasan Sport. Od lutego 2016 zawodnik Ketterä.